# Mistrzostwa Europy w Łucznictwie 1996
14. Mistrzostwa Europy w łucznictwie odbyły się w dniach 17 - 23 czerwca 1996 w Kranjskiej Gorze w Słowenii. 

## Medaliści

### Strzelanie z łuku klasycznego
| Konkurencja:           | Złoto:                                                            | Srebro:                                                          | Brąz:                                                               |
| indywidualnie kobiet   | Natalia Nasaridze                                                 | Natalia Valeeva                                                  | Elif Altınkaynak                                                    |
| indywidualnie mężczyzn | Bałżynim Cyrempiłow                                               | Ilario Di Buò                                                    | Damien Letulle                                                      |
| drużynowo kobiet       | Włochy · Giovanna Aldegani · Giuseppina Di Blasi · Paola Fantato  | Ukraina · Natalija Bilucha · Lina Herasymenko · Ołena Sadownicza | Holandia · Ludmiła Arżannikowa · Sjan van Dijk · Christel Verstegen |
| drużynowo mężczyzn     | Rosja · Bałżynim Cyrempiłow · Bair Badionow · Gienadij Mitrofanow | Włochy · Matteo Bisiani · Ilario Di Buò · Michele Frangilli      | Francja · Sébastien Flute · Damien Letulle · Lionel Torrés          |

### Strzelanie z łuku bloczkowego
| Konkurencja:           | Złoto:                                                        | Srebro:                                                           | Brąz:                                                         |
| indywidualnie kobiet   | Petra Ericsson                                                | Bernarda Zemljak                                                  | Anna Campagnoli                                               |
| indywidualnie mężczyzn | Simon Tarplee                                                 | Antonio Tosco                                                     | Tibor Ondrik                                                  |
| drużynowo kobiet       | Szwecja · Petra Ericsson · Ulrika Sjöwall · Pernilla Svensson | Włochy · Fabiola Palazzini · Barbara Bettinelli · Anna Campagnoli | Holandia · Jess Vogels · Marjon Pigney · Annemarie Puts       |
| drużynowo mężczyzn     | Włochy · Mario Ruele · Antonio Tosco · Michele Palumbo        | Węgry · Tibor Ondrik · János Povázson · Péter Fehér               | Francja · Stephane Guillard · Gérard Douis · Daniel Schneider |

## Klasyfikacja medalowa
| Lp. | Państwo         | Złoto | Srebro | Brąz | Razem |
| 1.  | Włochy          | 2     | 4      | 1    | 7     |
| 2.  | Rosja           | 2     | 0      | 0    | 2     |
| 2.  | Szwecja         | 2     | 0      | 0    | 2     |
| 4.  | Turcja          | 1     | 0      | 1    | 2     |
| 5.  | Wielka Brytania | 1     | 0      | 0    | 1     |
| 6.  | Węgry           | 0     | 1      | 1    | 2     |
| 7.  | Mołdawia        | 0     | 1      | 0    | 1     |
| 7.  | Słowenia        | 0     | 1      | 0    | 1     |
| 7.  | Ukraina         | 0     | 1      | 0    | 1     |
| 10. | Francja         | 0     | 0      | 3    | 3     |
| 11. | Holandia        | 0     | 0      | 2    | 2     |